# Jelena Agafonnikowa
Jelena Agafonnikowa, ros. Елена Агафонникова (ur. 14 marca 1965 w Wołgogradzie) – rosyjska koszykarka grająca na pozycji rozgrywającej lub rzucającej.
Ukończyła Specjalistyczną Młodzieżową Sportową Szkołę Rezerwy Olimpijskiej nr 2 w Wołgogradzie.
Grała w Dinamie Moskwa (jej trenerem był Boris Majzlin), wówczas zdobyła mistrzostwo świata do lat 20 w 1989.
Jelena Agafonnikowa na początku lat 90. została ściągnięta przez trenera ŁKS-u Łódź, Józefa Żylińskiego i przez wiele lat reprezentowała barwy tego klubu. Należała do podstawowych zawodniczek, które m.in. w 1995 i 1997 roku wywalczyły mistrzostwo Polski.
Na arenie międzynarodowej reprezentowała barwy ZSRR, a później Rosji. W 1984 roku została wicemistrzynią Europy juniorek.
Po zakończeniu kariery została trenerem drużyn młodzieżowych w ŁKS-ie. Obecnie pracuje jako nauczyciel wychowania fizycznego w łódzkich szkołach.
Uzyskała tytuł mistrzyni sportu klasy międzynarodowej w Rosji.

## Sukcesy
- Wicemistrzostwo Europy juniorek – 1984
- Mistrzostwo świata do lat 19 – 1985
- Mistrzostwo Polski – 1995, 1997
- Półfinał Pucharu im. Liliany Ronchetti – 1998